# Tim Sparv
Tim Sparv (Oravais, 20 febbraio 1987) è un ex calciatore finlandese, di ruolo centrocampista.

## Carriera

### Club
Nell'agosto 2009 firma un contratto con la squadra olandese del Groningen, esordendo nel club il 1º gennaio 2010.

### Nazionale
Il 4 febbraio 2009 fa il suo esordio in nazionale durante un incontro amichevole contro il Giappone.
Nell'estate del medesimo anno partecipa agli Europei Under-21, dove è autore di un gol nel primo turno.

## Palmarès

### Club

#### Competizioni nazionali
- Campionato danese: 2

Midtjylland: 2017-2018, 2019-2020
- Coppa di Danimarca: 1

Midtjylland: 2018-2019